# Набережная 2-я
На́бережная 2-я — деревня Грызловского сельского поселения Долгоруковского района Липецкой области.

## География
Набережная 2-я находится в северной части Долгоруковского района, в 23 км к северу от села Долгоруково. Располагается на правом берегу реки Быстрая Сосна. С востока примыкает к деревне Набережная Первая.

## История
Набережная возникла не позднее последней четверти XVIII века. Впервые упоминается в «Экономических примечаниях Елецкого уезда» 1778 года как единая с нынешней Набережной Первой деревня «Набережная (Апухтино)». Название — по местоположению на берегу реки Сосны.
В «Списках населённых мест» Орловской губернии 1866 года отмечается как два самостоятельных населённых пункта, Набережная 2-я обозначена как «сельцо владельческое Набережное при реке Сосне, 24 дворов, 161 житель».
В переписи населения 1926 года вновь упоминается как единая деревня Набережная, в которой 89 дворов, 487 жителей. В 1932 году — 626 жителей. Позднее и поныне значится как две деревни.
До 20-х годов XX века Набережная в составе Стегаловской волости Елецкого уезда. В 1928 году вошла в состав Долгоруковского района Елецкого округа Центрально-Чернозёмной области. После разделения ЦЧО в 1934 году Долгоруковский район вошёл в состав Воронежской, в 1935 — Курской, а в 1939 году — Орловской области. С 6 января 1954 года в составе Долгоруковского района вновь образованной Липецкой области.

## Население
| 2010 |
| ---- |
| 30   |

## Транспорт
Набережная связана асфальтированной автодорогой с деревнями Набережная Первая и Рог, грунтовой дорогой связана с Выголкой.